# Dezenove Vezes Amor
Dezenove Vezes Amor é o álbum de estreia do duo Martin & Eduardo, formado por Martin Mendonça, na guitarra, e Duda Machado, na bateria. O disco foi lançado no dia 30 de setembro de 2010 em formato digital. O álbum começou a ser desenvolvido mais de três anos antes do lançamento, nas estradas e quartos de hoteis durante as turnês dos dois integrantes com Pitty. Teve como primeiro single a faixa título com vídeo clipe dirigido por Ricardo Spencer e rodado na casa do produtor Rodrigo Minha Pedra. O vídeo se passa quase todo na cozinha, com os dois integrantes se dividindo no processo.
O trabalho tem temas variados e músicas que trafegam entre diferentes estilos. A faixa “Muitas” traz uma sonoridade country-blues, já “Só” tem uma sonoridade pop.

## Lista de faixas
Todas as faixas escritas e compostas por Martin Mendonça. 
| N.º            | Título                | Duração |  |
| 1.             | "Dezenove Vezes Amor" | 03:14   |  |
| 2.             | "Lírio"               | 03:06   |  |
| 3.             | "Passa em Volta"      | 03:22   |  |
| 4.             | "Só"                  | 02:04   |  |
| 5.             | "Daqui pra Frente"    | 03:46   |  |
| 6.             | "Muitas"              | 02:22   |  |
| 7.             | "Seu Bem"             | 03:09   |  |
| 8.             | "Strange Day"         | 03:00   |  |
| 9.             | "Me Perdi"            | 04:31   |  |
| Duração total: | Duração total:        | 28:34   |  |

## Equipe e colaboradores
- Martin: guitarra, baixo, violão, voz, produtor[8]
- Eduardo: bateria, produtor, engenheiro de gravação[8]
- Pedro Pelotas: sintetizadores, órgão[8]
- André T: engenheiro de mixagem e masterização[8]
- Joe: baixo[8]
- PJ: baixo[8]